# Брандес, Генрих Вильгельм
Генрих Вильгельм Брандес (нем. Heinrich Wilhelm Brandes; 1777—1834) — немецкий физик, метеоролог, астроном

## Биография
Родился в Гродене, возле Гамбурга, где отец его был проповедником; 16 лет от роду он поступил в учение к директору гидравлических сооружений Вольтману для практического ознакомления с этим делом; вместе с тем, ревностно изучал математические науки. В 1796 г. поступил в Геттингенский университет.
Два года спустя вместе с Бенценбергом занялся наблюдениями над падающими звездами. В 1826 г. предпринял первую попытку построения прогнозных погодных карт.
В 1811 г. стал профессором математики в Бреславле и в 1826 г. — в Лейпциге, где впоследствии был ректором. Член-корреспондент Петербургской Академии наук c 13.12.1833 г. Его сыновья: Карл Вильгельм Герман (1816—1843) и Генрих Бернгард Христиан (1819—1884) — учёные.

## Труды
- «Lehrbuch des höhern Geometrie» (2 т., Лейпц., 1822—24);
- «Beobachtungen über die Strahlenbrechung» (Ольденб., 1807);
- «Beiträge zur Witterungskunde» (Лейпц., 1820);
- «Briefe über Astronomie» (2 т., Лейпц., 1811; письма эти появились впоследствии под заглавием: «Vorlesungen über Astronomie», 3 т., Лейпц., 1830—32);
- «Lehrbuch der Gesetze des Gleichgewichts und der Bewegung fester und flüssiger Körper» (2 т., Лейпц., 1817—18);
- «Vorlesungen über die Natarlehre» (3 т., Лейпц., 1830—32).
- Для физического словаря Гелера (Gehlers «Physikal. Wörterbuch») 1825 и след. гг., писал статьи, преимущественно по оптике.